# Déjà Vu (film, 2006)
A Déjà Vu 2006-ban bemutatott amerikai-brit sci-fi akciófilm, amelyet Tony Scott rendezett. A főbb szerepekben Denzel Washington, Val Kilmer, Paula Patton, Bruce Greenwood, Adam Goldberg és James Caviezel látható.
A film bemutatója az Amerikai Egyesült Államokban 2006. november 22-én volt, Magyarországon 2006. december 21-én jelent meg szinkronnal.
A film egy ATF ügynökről szól, aki visszautazik az időben, hogy megakadályozzon egy New Orleans-i terrortámadást, és megmentsen egy nőt, akibe beleszeretett.

## Történet
Doug Carlin ügynök (Denzel Washington) egy kompon történt katasztrófa ügyében nyomoz, amikor az esettől egy másik, attól független halálesethez hívják. Carlin biztos abban, hogy Clair (Paula Patton) halála valahogy összefüggésben állhat a komp robbanásával. Váratlanul megkeresik őt egy titkos katonai kutatóközpontból, ahol egy hófehérke nevű, különleges eszköz segítségével lehetősége nyílik betekinteni a múltba, ezzel meglehetősen megkönnyítve a nyomozást. Doug a nagy titkolózás ellenére rájön, hogy nemcsak megfigyelheti a múltbéli eseményeket, hanem az eszköz segítségével képes megváltoztatni azt.

## Szereplők
| Színész           | Szerep           | Magyar hang        |
| ----------------- | ---------------- | ------------------ |
| Denzel Washington | Doug Carlin      | Galambos Péter     |
| Paula Patton      | Claire Kuchever  | Zsigmond Tamara    |
| Val Kilmer        | Andrew Pryzwarra | Stohl András       |
| James Caviezel    | Carroll Oerstadt | Szatmári Attila    |
| Adam Goldberg     | Denny            | Rajkai Zoltán      |
| Elden Henson      | Gunnars          | Seszták Szabolcs   |
| Erika Alexander   | Shanti           | Kisfalvi Krisztina |
| Ritch Hutchman    | Stalhuth ügynök  | Kapácsy Miklós     |
| Matt Craven       | Larry Minuti     | Katona Zoltán      |
| Elle Fanning      | Abbey            | Talmács Márta      |
| Brian Howe        | Orvosszakértő    | Kardos Gábor       |
| Enrique Castillo  | Claire apja      | Balázsi Gyula      |
| Polly Craig       | Idős anyuka      | Várnagy Katalin    |

## DVD változat
A Déjà Vu DVD-n öt hónappal az amerikai mozikban való megjelenése után lett elérhető, 2007. április 24-én. A DVD megjelenését követő két hétben a film a második legtöbbet vásárolt DVD volt az Egyesült Államokban, az Éjszaka a múzeumban című film után.

## Érdekességek
- Amikor a filmet elkezdték volna forgatni, New Orleansra hurrikán csapott le. Ugyan az alkotók a film végleges elhalasztásáról tárgyaltak, három hónap múlva, a hurrikán végeztével, megkezdődött a filmgyártás.
- A film eredeti forgatásra kitűzött helyszíne a New York állambeli Long Island volt, mielőtt Tony Scott a louisianai New Orleansra változtatta.
- Az első ember, aki elolvashatta a forgatókönyvet, Jerry Bruckheimer volt.
- A jelenet forgatása, amikor a komp felrobbant, az eddigi legnagyobb filmes trükkfelvétel volt New Orleansban, ugyanakkor a készítők a lehető legkörnyezettudatosabb módon jártak el.
- A forgatókönyvírók, Terry Rossio és Bill Marsilii egyáltalán nem voltak elégedettek azzal, ahogy Tony Scott feldolgozta a forgatókönyvet. Úgy érezték, túl nagy hangsúlyt fektetett az akciójelenetekre ahelyett, hogy a film különlegességét, a sci-fi vonalat kellően kidolgozta volna. Rossio emiatt annyira elkeseredett, hogy meg se nézte a filmet. Scott ezenkívül viszont el is ismerte, hogy elég középszerű lett a rendezése, de azt mondta, ez a 19 hetes forgatási idő miatt van, szerinte egyszerűen lehetetlen volt ennyi idő alatt igazán jó munkát végezni.
- Az autósüldözéses jelenet végén Doug eredetileg az mondta Oerstadtnak: „Jézusom”. Ez kisebb nevetőhullámot indított el az elővetítésen, mert Jim Caviezel, aki Oerstadtot játszotta, korábban Megváltót alakította A passió című filmben. Ez a véletlen, ugyanakkor humoros utalás eleinte elkerülte a rendező figyelmét, azonban még közvetlenül a film hivatalos forgalmazása előtt kivágta a filmből jelenetet.

## Fordítás
Ez a szócikk részben vagy egészben  a   Déjà Vu (2006 film) című Angol Wikipédia-szócikk fordításán alapul.  Az eredeti cikk szerkesztőit annak laptörténete sorolja fel. Ez a jelzés csupán a megfogalmazás eredetét és a szerzői jogokat jelzi, nem szolgál a cikkben szereplő információk forrásmegjelöléseként.